# Samir Amin
Samir Amin (em árabe, سمير أمين) (Cairo; 3 de setembro de 1931, Paris, 12 de agosto de 2018) foi um economista egípcio neo-marxista, um dos mais importantes de sua geração. Realizou seus estudos sobre política, estatística e economia em Paris. Residiu por muitos anos em Dacar, no Senegal.         

## Biografia
Entre 1957 e 1960 trabalhou na administração pública egípcia, na área de desenvolvimento econômico. Entre 1960 e 1963 atuou como conselheiro do governo do Mali. Em 1970 torna-se diretor do Instituto Africano de Desenvolvimento Econômico e Planejamento, com sede em Dacar, Senegal. 
Destacou-se, dentre outros, por seus trabalhos teóricos acerca do sistema-mundo.
Foi diretor do Fórum do Terceiro Mundo, uma associação internacional formada por intelectuais da África, Ásia e América Latina, destinada a fortalecer os esforços intelectuais e os laços entre os países do Terceiro Mundo, também com sede em Dacar.

## Ativismo por uma outra concepção de desenvolvimento
Em 1970, Amin convoca reunião na cidade de Dacar, com o intuito de fazer um encontro entre, de um lado, o pensamento social latino-americano e, do outro, o africano.

## Obras
- Las luchas campesinas y obreras frente a los desafios del siglo XXI, 2005
- El capitalismo en la era de la globalización, 1998
- El fracaso del desarrollo en África y en el tercer mundo: un análisis político, 1994
- El Mediterráneo en el mundo: la aventura de la Transnacionalización, 1989
- El Eurocentrismo: crítica de una ideología, 1989, ISBN 968-23-1525-5
- La Desconexión 1988
- El desarrollo desigual, 1986
- Transforming the world-economy?: nine critical essays on the new international economic order, 1984
- Classe et nation dans l"histoire et la crise contemporaine, 1979
- Elogio del socialismo y otros escritos, 1978
- El desarrollo desigual: ensayo sobre las formaciones sociales del capitalismo, 1978
- Decadencia y crisis del capitalismo actual, 1978
- L'impérialisme et le développement inégal, 1976
- La nation arabe: Nationalisme et luttes de classes, 1976
- Sobre la transición, 1975
- Los Angeles, United States of Plastika, 1975
- Sobre el desarrollo desigual de las formaciones sociales, 1974
- Le maghreb moderne, 1970
- L’éveil du Sud (Paris: Le temps des cerises, 2008).